# Тамара Асенина
Тамара е българска княгиня, дъщеря е на българския цар Иван Асен II и Анна-Мария. Тя е сестра на родените от този брак цар Коломан I Асен, Елена, станала ромейска императрица, а от предишния брак на баща си – на Мария и на княгиня Белослава, станала сръбска кралица.
Данните за Тамара са оскъдни.
Бориловия синодник сочи:
| „ | На благоверния цар Калиман и неговия брат Михаил, на Тамара и Елена, благочестивите деца на великия цар Асен – вечна им памет. | “ |

В периода 1252 – 1254 г. е бил планиран евентуален брак между Тамара и видния никейски аристократ и бъдещ император Михаил Палеолог. Според българския историк Пламен Павлов по това време тя е била на около тридесет години, връстница на Михаил Палеолог, и въз основа на тази необичайна според средновековните стандарти възраст за омъжване на една жена историкът прави предположението, че по това време Тамара вероятно е била вдовица.